# Gråhuvad taggstjärt
Gråhuvad taggstjärt (Cranioleuca semicinerea) är en fågel i familjen ugnfåglar inom ordningen tättingar.

## Utseende och läte
Gråhuvad taggstjärt är en distinkt art med kort huvudtofs och en lång, spretig sjärt. Den är ljusgrå på huvud och undersida, kraftigt kontrasterande med rostrött på rygg, vingar och stjärt. På huvudet syns ett otydligt tecknat vitaktigt ögonbrynsstreck. Sången består av en ljus, tunn och fallande serie toner som avslutas med en drill.

## Utbredning och systematik
Gråhuvad taggstjärt behandlas antingen som monotypisk eller delas in i två underarter med följande utbredning:
- Cranioleuca semicinerea semicinerea – förekommer i nordöstra Brasilien (Ceará, Alagoas, södra Bahia och norra Minas Gerais)
- Cranioleuca semicinerea goyana – förekommer i östra Brasilien (Goiás)

## Levnadssätt
Gråhuvad taggstjärt hittas i skogsmiljöer. Där ses den normalt födosöka akrobatiskt i trädtaket och strax därunder.

## Status och hot
Arten har ett stort utbredningsområde, men tros minska i antal, dock inte tillräckligt kraftigt för att den ska betraktas som hotad. Internationella naturvårdsunionen IUCN listar arten som livskraftig (LC).